# Wujing Zongyao
Il Wǔjīng Zǒngyào (cinese: 武经总要), Raccolta delle più importanti tecniche militari, è un compendio di testi militari scritto nel 1044, durante la dinastia Song settentrionale. I suoi autori furono Ceng Gongliang (曾公亮), Dīng Dù (丁度), e Yáng Wéidé (楊惟德).
Il libro copre un'ampia serie di argomenti, dalla guerra navale a vari tipi di catapulte. Il Wujing Zongyao è il primo libro della storia a riportare formule scritte contenenti gli ingredienti della polvere da sparo (carbone, zolfo e salnitro), sebbene mescolati con altri ingredienti. Descrive anche una prima forma di bussola e contiene la più antica illustrazione di un lanciafiamme cinese di fuoco greco (il Pen Huo Qi).

## Storia
Sotto l'imperatore Renzong (regno: 1022-1063), una squadra di scrittori cinesi lavorò alla compilazione del trattato fra il 1040 e il 1044, allo scopo di creare un compendio che facilitasse la conoscenza delle tecniche di guerra. Capo del team di editori era Ceng Gongliang, assistito dall'astronomo Yáng Wéidé e dallo studioso Dīng Dù.
Il Wǔjīng Zǒngyào è uno dei 347 trattati militari elencati nel Song Shi (1345), un'opera storica che raccoglieva parte delle Ventiquattro Storie. Di tutti i trattati militari della dinastia Song sopravvivono soltanto il Wujing Zongyao, lo Hǔqiánjīng (虎钤经) of Xǔ Dòng (许洞) (1004) e pochi frammenti di opere analoghe.
Il testo originale del Wǔjīng Zǒngyào era conservato nella Biblioteca Imperiale. Con la distruzione della capitale Kaifeng ad opera degli invasori Jurchi, nel 1126, gran parte dei testi conservati nella Biblioteca Imperiale andarono perduti, compresa la copia originale del Wǔjīng Zǒngyào. Il testo fu ricostruito da copie manoscritte e il trattato fu ripubblicato nel 1231 sotto la dinastia Song meridionale. Altre edizioni più tarde - le prime nel 1439 e nel 1510 - apparvero sotto la dinastia Ming e sotto la dinastia Qing

## Illustrazioni dal Wǔjīng Zǒngyào

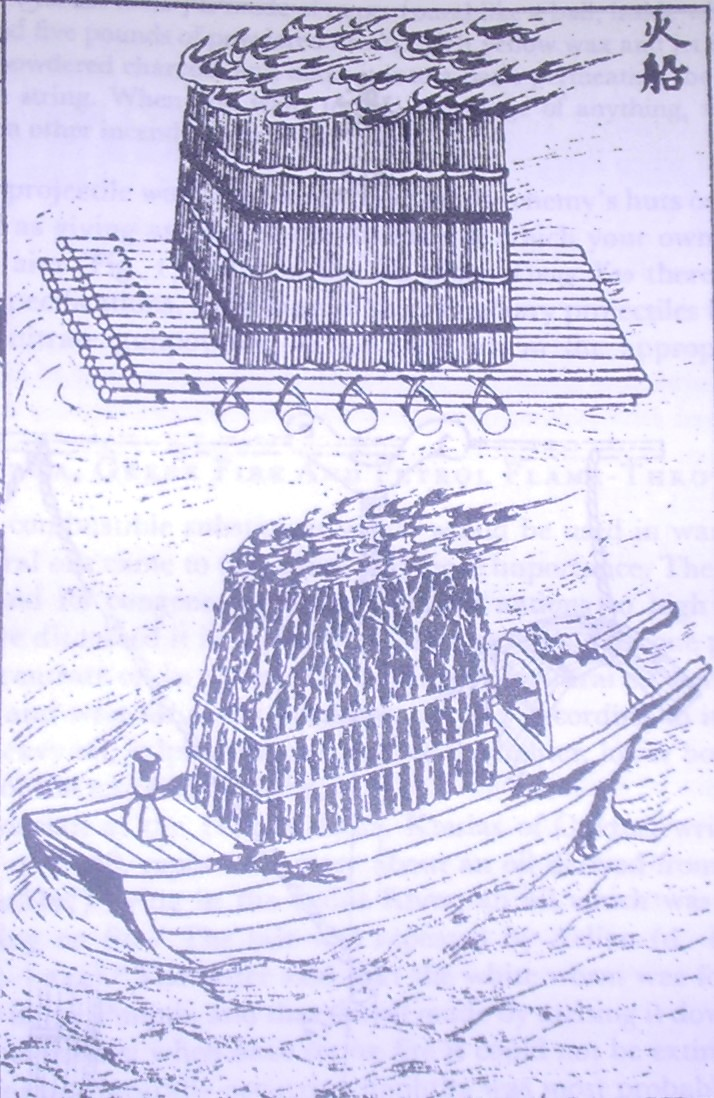
Navi incendiarie (brulotti)
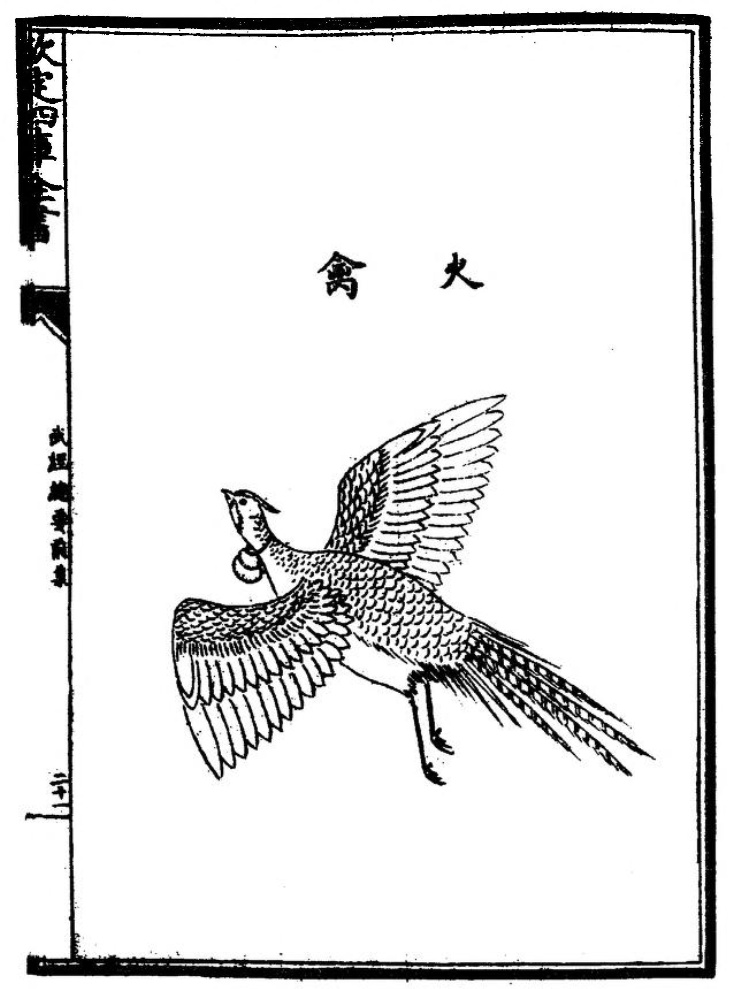
Uccello con un ricettacolo di sostanze incendiarie fissato al collo
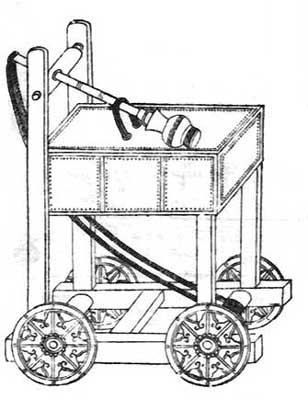
Illustrazione di un trabucco
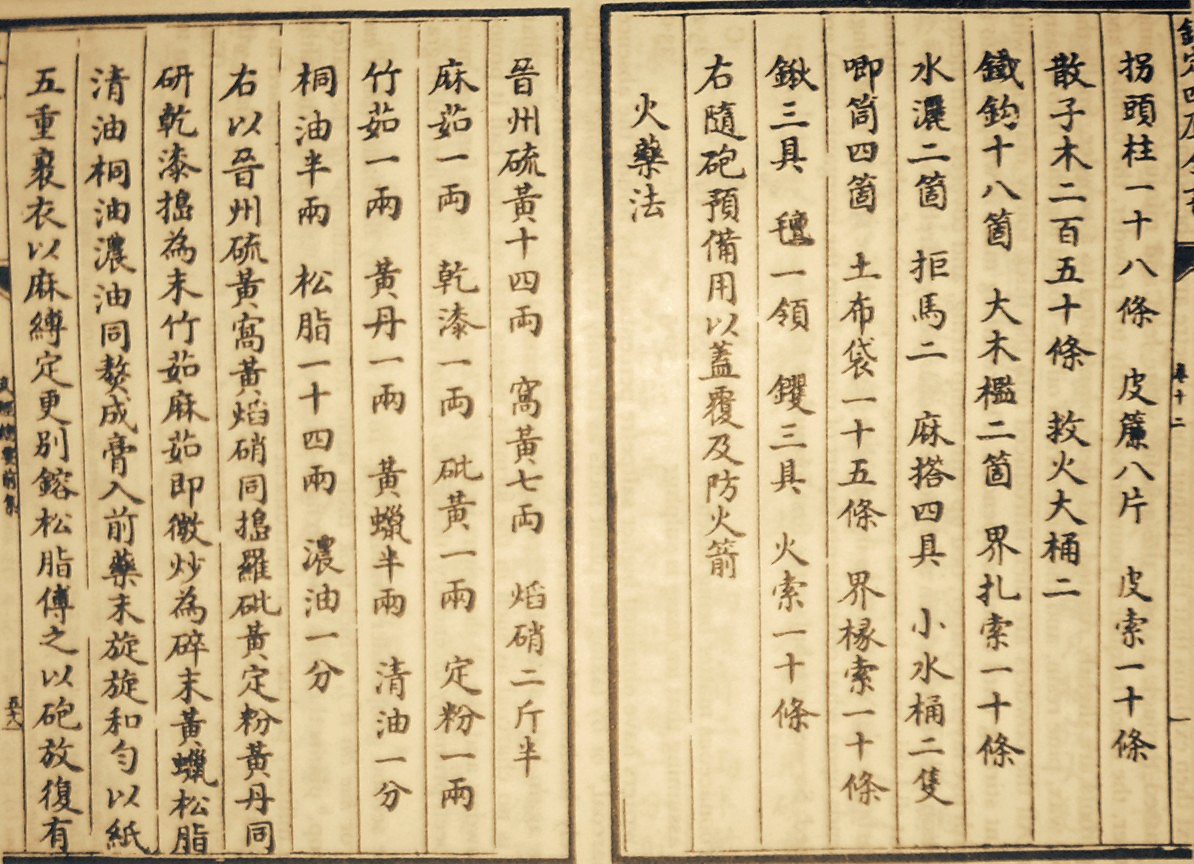
Pagina con la formula della polvere da sparo